# Савва (Сарачевич)
Епи́скоп Са́вва (в миру Йован Сарачевич, серб. Јован Сарачевић; 22 февраля 1902, село Лютовница, Сербия — 30 января 1973, Эдмонтон, Канада) — епископ Русской Православной Церкви заграницей, епископ Эдмонтонский, викарий Канадской епархии.

## Биография
По национальности — серб. Родился в селе Лютовница близ Белграда. Учился в школах городов Чачак и Крагуевац, окончил юридический факультет Белградского университета. Работал адвокатом, затем судьёй в различных городах Югославии (Трелоге, Чачаке, Гнилане, Белграде).
Одновременно с юридической деятельностью учился на богословском факультете Белградского университета, который окончил в 1943 году.
После прихода в Югославии к власти коммунистов стал подвергаться преследованиям как образованный христианин и человек, занимавший видное место при старой власти. Это вынудило его покинуть Родину.
В начале 1948 года приехал в Буэнос-Айрес, затем направился в Парагвай в епископу Леонтию (Филипповичу), где присоединился к монашеской общине, созданной там епископом Леонтием.
В том же году епископ Леонтий постриг его в рясофор и на праздник Благовещения Пресвятой Богородицы возвёл в диаконский сан.
Из Парагвая он вернулся в Буэнос-Айрес, где 28 августа 1949 года в Воскресенском соборе Буэнос-Айреса архиепископом Аргентинским и Буэнос-Айресским Пантелеимоном (Рудыком) возведён в сан иеромонаха и стал клириком Воскресенского собора в Буэнос-Айресе, где прослужил более шести лет.
В декабре 1956 года епископ Афанасий (Мартос) поручил ему заботу о Покровской церкви в Темперлее, пригороде Буэнос-Айреса. В мае 1958 года между архимандритом Саввой и художницей Л. Н. Рык-Ковалевской было заключено соглашение, согласно которому последняя должна была писать образа для иконостаса. Необходимые средства было решено изыскать с помощью призыва к верующим, которые должны были выбрать икону и оплатить её письмо, и концерт-вечера в пользу постройки храма. Сразу же последовал отклик прихожан, в результате чего оплата всех икон была совершена. Служил в Темперлее до своего отъезда в Нью-Йорке в августе 1958 года.
Решением Архиерейского Синода, был избран епископом Эдмонтонским, викарием архиепископа Монреальского и Канадского Виталия (Устинова).
28 сентября 1958 года в Синодальном Знаменском Соборе в Нью-Йорке был рукоположён во епископа Эдмонтонского, викария Канадской епархии.
Был почитателем архиепископа Иоанна (Максимовича), помогал ему юридическими советами во время судебного процесса над ним в Сан-Франциско, завершившегося полным оправданием святителя. После кончины владыки собирал материалы о его жизни, которые стали основой для публикаций в издании «Православная Русь», а затем и для книги «Летопись почитания архиепископа Иоанна (Максимовича)». Эти свидетельства сыграли значительную роль в канонизации РПЦЗ владыки Иоанна в 1994 году.
Архиепископ Афанасий (Мартос), лично знавший владыку Савву по служению в Аргентине, писал, что среди иерархов Зарубежной Церкви он был архипастырем, выдающимся по своей образованности, красноречию и ревностности в служении Церкви. Архиепископ Иларион (Капрал), которого епископ Савва вдохновил на принятие монашества, вспоминал, что он был человеком высокой духовной жизни, в разговорах всегда ссылался на святоотеческое учение и был необыкновенно добрый.
Владыка Савва прекрасно знал творения святых отцов, собственноручно их переписывал (тем самым принадлежал к древней монашеской традиции, согласно которой переписывание трудов святых отцов является важным способом очищения ума для познания святоотеческого Предания). Призвал к созданию Братства духовного возрождения, подчёркивал необходимость усиленной молитвы за страждущую Россию. Особое внимание уделял окормлению новообращённых в Канаде и США.
В сентябре 1971 года ушёл на покой.
Скончался 30 января 1973 в Эдмонтоне, Канада. Похоронен на территории Свято-Покровского монастыря в Блаффтоне, провинции Альберта, Канада.

## Труды
- Самоубиство као последица моралне одговорности свештеника — одговор свештенику г. Милутиновићу, «Чачански глас», бр. 12, Чачак, 25. март 1934. — С. 4.
- Рождественское воззвание // Православная Русь. 1966. — № 1.
- Памяти Владыки архиепископа Иоанна // «Православная Русь». — 1967. — № 1-24
- Памяти Владыки Архиепископа Иоанна. К пятилетию со дня кончины // «Православная Русь». 1971. — № 19. — С. 6-7
- Летопись почитания Архиепископа Иоанна (Максимовича). К 10-летию кончины 1966—1976. — Платина: Калифорния: Издание Свято-Германской Пустыни. — 1976. — 203 с.
  - Летопись почитания архиеп. Иоанна (Максимовича): Чудеса Божии сегодня. — М.: Платина, 1998. — 220 с.